# Гуанмин жибао
«Гуанми́н жиба́о» (кит. упр. 光明日報, пиньинь Guāngmíng Rìbaò, буквально: «ежедневная газета «Светлая ясность»») — китайская ежедневная газета, выходящая ежедневно с 1949 года. Тираж 490 000 экземпляров. Это одна из самых популярных газет в Китае.

## История
Начала выходить в Бэйпине 16 июня 1949 года как орган Демократической лиги Китая; её предшественником была печатавшаяся Демократической лигой в Гонконге с 1941 года «Гуанмин бао». С 1953 года стала предоставлять свои страницы и авторам из других демократических партий КНР.
Одна из «большой тройки газет» времён Культурной революции. Перед смертью Мао Цзэдуна контролировалась «Бандой четырёх», но затем была использована для борьбы с последней перехватившим газету Цзи Дэнкуем, союзником Хуа Гофэна. Однако и последнего громил посредством всё той же газеты представитель либерального крыла КПК Ху Яобан, сторонник Дэн Сяопина. С ноября 1982 года стала явным проводником линии ЦК КПК.
В 1998 году был запущен сайт газеты gmw.cn, который сегодня является одним из самых посещаемых сайтов в мире. В Китае он занял седьмое место в августе 2016 года.